# ClayFighter 63 1/3
ClayFighter 63 1/3 és un videojoc de lluita llançat per la Nintendo 64 i creat per Interplay el 1997. Aquest títol és una paròdia d'altres videojocs llançats per Nintendo 64 al moment, com per exemple el The Naked Gun 33⅓.